# Fu Yuanhui
Fu Yuanhui (chiń. 傅园慧; ur. 7 stycznia 1996 w Hangzhou) – chińska pływaczka, specjalizująca się w stylu grzbietowym i dowolnym, brązowa medalistka igrzysk olimpijskich i dwukrotna mistrzyni świata.
W 2011 roku wywalczyła 2 medale mistrzostw świata juniorów: srebro na 100 m grzbietem i brąz na 200 m stylem dowolnym.
Wystartowała na igrzyskach olimpijskich w Londynie (2012) na 100 metrów stylem grzbietowym, gdzie była ósma z czasem 1:00,50.
Rok później zdobyła srebrny medal mistrzostw świata w Barcelonie na 50 m stylem grzbietowym.
Podczas mistrzostw świata w 2015 roku zdobyła dwa złote medale. Jeden z nich na dystansie 50 m stylem grzbietowym, drugi w sztafecie 4 × 100 m stylem zmiennym.
Na igrzyskach olimpijskich w Rio de Janeiro zdobyła brązowy medal ex aequo z Kanadyjką Kylie Masse na dystansie 100 m stylem grzbietowym. W finale uzyskała czas 58,76 s. Fu płynęła także w sztafecie 4 × 100 m stylem zmiennym, gdzie zajęła czwarte miejsce.
W 2017 roku na mistrzostwach świata w Budapeszcie z czasem 27,15 zdobyła srebrny medal w konkurencji 50 m stylem grzbietowym, przypływając na metę ze stratą 0,01 s do zwyciężczyni wyścigu, Brazylijki Etiene Medeiros. Na dystansie dwukrotnie dłuższym nie zakwalifikowała się do finału i zajęła ostatecznie 13. miejsce (1:00,39).